# Ketuanan Melayu

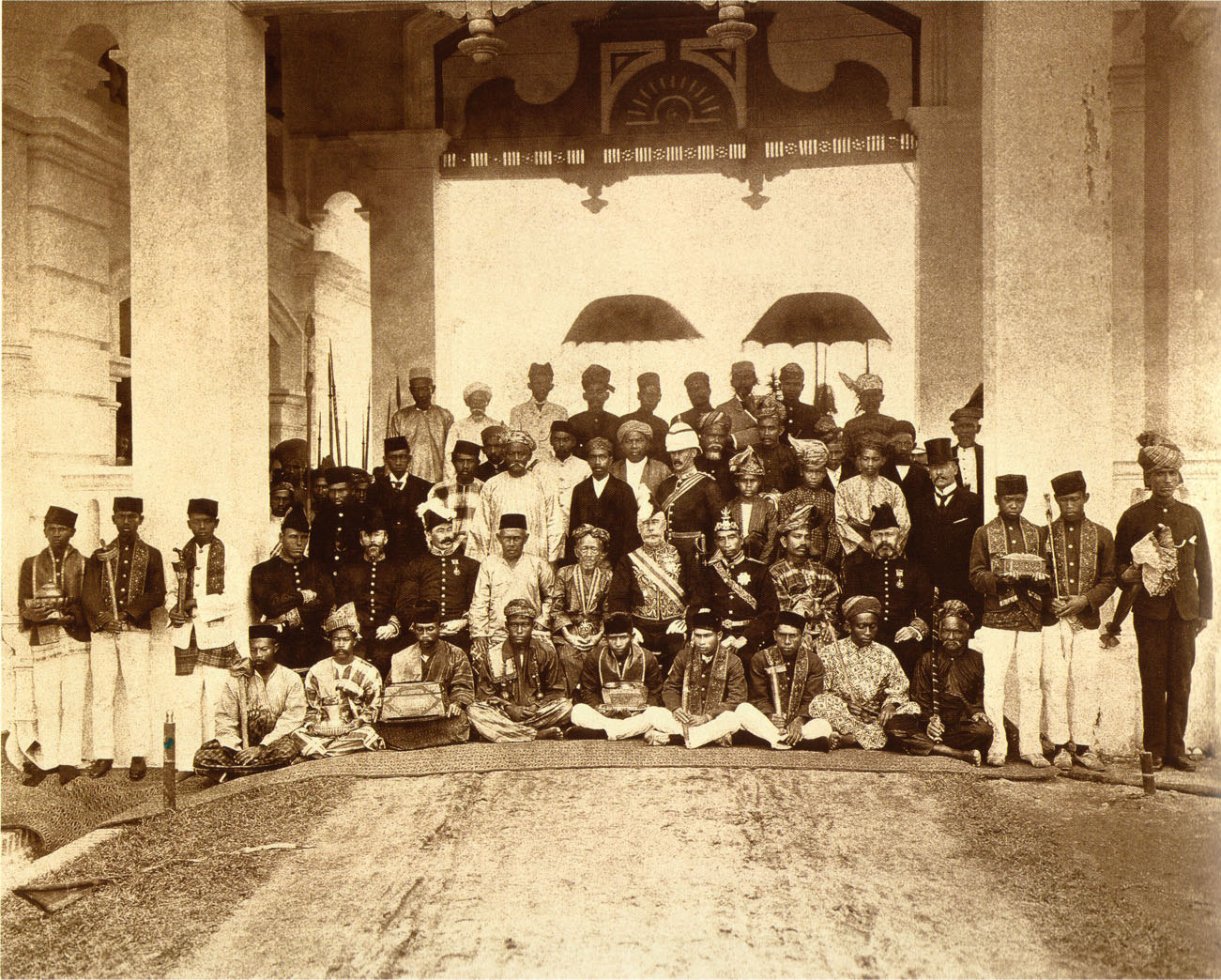
Los británicos reconocieron a los gobernantes de Malasia su soberanía.

Ketuanan Melayu (Supremacía Malaya o el Dominio Malayo en Malayo) es la creencia racista de que los Malayos son los "tuan" (dueños) de Malasia. Los chinos- e indios-malayos que forman una minoría significativa en Malasia son considerados deudores de los malayos por haberles sido concedida la ciudadanía a cambio de privilegios especiales como establece el artículo 153 de la Constitución de Malasia. Este arreglo de reciprocidad se le conoce usualmente como el Contrato Social Malayo. El concepto de Ketuanan Melayu es usado por políticos, particularmente aquellos de la Organización Nacional de Malayos Unidos (UMNO por sus siglas en inglés), el partido político más influyente de Malasia.
A pesar de que la idea en sí es anterior a la independencia en Malasia, la frase ketuanan Melayu no se popularizó hasta principios del 2000. La oposición más pronunciada acerca del concepto proviene de los partidos cuya base no es malaya, como el Partido Acción Democrática (DAP por sus siglas en inglés); aunque desde la época de la pre-independencia los chinos del estrecho también estuvieron agitados en contra. La idea de la supremacía Malaya ganó atención en la década de 1940, cuando los Malayos se organizaron para protestar contra el establecimiento de la Unión Malaya, y pelearon después por su independencia. Durante la década de 1960 existió un esfuerzo sustancial que retaba al ketuanan Melayu, liderado por el Partido Acción Popular (PAP) de Singapur —el cual era un estado de Malasia de 1963 a 1965— y el DAP después de la secesión de Singapur. Sin embargo, las porciones de la Constitución relacionadas con el ketuanan Melayu se afianzaron después de la revuelta racial del 13 de mayo de 1969, seguida por una campaña electoral enfocada en el tema de los derechos de los no-malayos y el ketuanan Melayu. Este periodo fue testigo del alzamiento de los "ultras" quienes abogaban por un gobierto monopartidista liderado por la UMNO, y un creciente énfasis en la creencia malaya de que ser malayo conlleva pertenecer al grupo de personas definitorias" de Malaya — i.e. sólo un malaya podía ser un verdadero malaya. 
Los disturbios causaron un mayor cambio en el acercamiento del gobierno a los temas raciales, y llevaron a la introducción de una agresiva política activo-afirmativa que favorecía enormemente a los Malayos: la Nueva Política Económica (NEP por sus siglas en inglés). En 1970 se instituyó también la Política de la Cultura Nacional, enfocada a la asimilación de los no-malayos en el grupo étnico malayo. Sin embargo, durante la década de 1990, el primer ministro Malayo, Mahathir bin Mohamad, rechazó este punto de vista con su política "Bangsa Malasia", que privilegiaba el ser malayo sobre la identificación de malayo por el estado. A principios de la década de 2000, los políticos empezaron a hacer nuevamente hincapié en el ketuanan Melayu, y "regañaron" públicamente a los ministros del gobierno que cuestionaban este contrato social.

## Pre-independencia

### Nacionalismo Temprano en Malasia
El nacionalismo en Malasia como un movimiento político organizado no existió hasta después de la Segunda Guerra Mundial. El concepto de ketuanan Melayu era sumamente irrelevante; los chinos-malayos y los indios-malayos eran casi la mitad de la población y no se veían a sí mismos como malayos. Un reporte de la Subsecretaria Permanente de Estado para las Colonias Británicas a principios de la década de 1930 encontró que "el número de no-malayos que han adoptado a Malasia como su hogar es sólo una pequeña proporción de toda la población".
A pesar de que, oficialmente, los británicos dominaban Malasia, de facto los Malayos eran soberanos. El Alto Comisionado Británico Hugh Clifford urgió que "todos en este país deben ser conscientes de que este es un país malayo, y nosotros los británicos hemos venido por la invitación de Sus Altezas los Gobernantes de Malasia y es nuestro deber el ayudar a los malayos a dirigir su propio país".